# Parocho
Parocho är en ort i Mexiko.   Den ligger i kommunen Tacámbaro och delstaten Michoacán de Ocampo, i den södra delen av landet, 250 km väster om huvudstaden Mexico City. Parocho ligger 1 236 meter över havet och antalet invånare är 407.
Terrängen runt Parocho är lite bergig. Runt Parocho är det ganska tätbefolkat, med 80 invånare per kvadratkilometer. Närmaste större samhälle är Tacámbaro de Codallos, 7,4 km norr om Parocho. I omgivningarna runt Parocho växer huvudsakligen savannskog.